# Бенсон (Илиноис)
Бенсон (енгл. Benson) град је у америчкој савезној држави Илиноис.

## Демографија
По попису из 2010. године број становника је 423, што је 15 (3,7%) становника више него 2000. године.
| Група             | 2000.       | 2010.       |
| Белци             | 404 (99,0%) | 418 (98,8%) |
| Афроамериканци    | 0 (0,0%)    | 1 (0,2%)    |
| Азијати           | 1 (0,2%)    | 1 (0,2%)    |
| Хиспаноамериканци | 1 (0,2%)    | 3 (0,7%)    |
| Укупно            | 408         | 423         |